# Łza

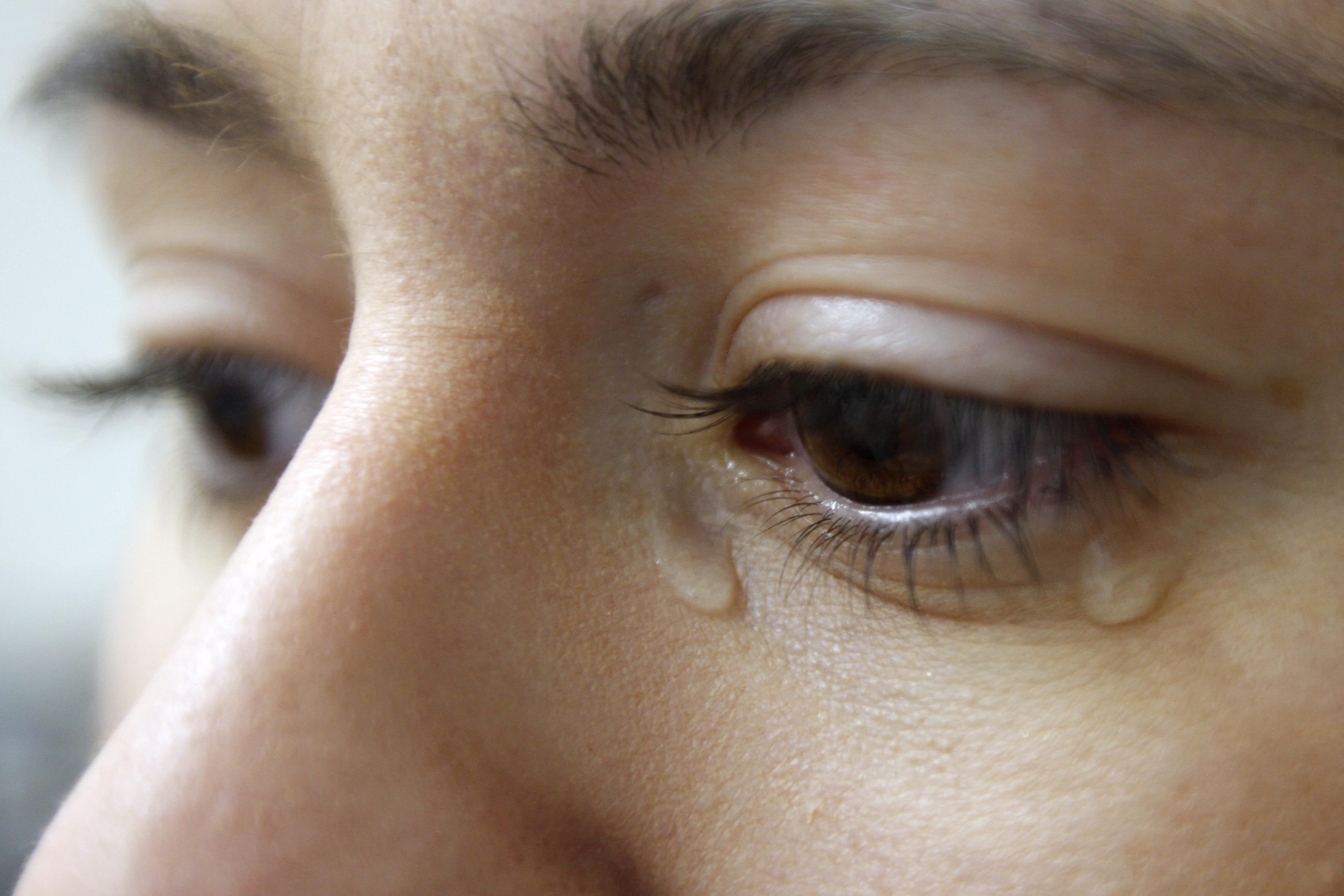
Łzawiące oko

Schemat budowy filmu łzowego. Warstwy (licząc od zewnątrz oka):
1) warstwa lipidowa,
2) warstwa wodna – najszersza, przechodzi w
3) warstwę mucynową,
4) nabłonek rogówki.

Łza, ciecz łzowa – substancja nawilżająca, oczyszczająca, zabezpieczająca (przed zarazkami) powierzchnię rogówki i spojówki oka. Składa się głównie z wody, niewielkiej ilości soli (chlorku sodu) oraz białek, w tym substancji bakteriobójczych (lizozym, defensyny). Przezroczysta ciecz łzowa produkowana jest przez gruczoły łzowe. Rozprowadzanie jej odbywa się podczas mrugania powiekami. Występujący w normalnych warunkach nadmiar cieczy łzowej w sposób niezauważalny doprowadzany jest do jamy nosowej kanalikami łzowymi w powiekach.
U zdrowego człowieka na powierzchni oka ciecz łzowa tworzy tzw. film łzowy składający się z trzech warstw (licząc od zewnątrz oka):
1. warstwa lipidowa
2. warstwa wodna – najszersza
3. warstwa mucynowa

## Wydzielanie
W razie podrażnienia oka w wyniku kontaktu z ciałami stałymi lub chemicznie drażniącymi (związki wydzielane przez cebulę, ciała obce – rzęsa, muszki i wiele innych) ciecz łzowa jest wydzielana tak obficie, że kanaliki łzowe nie nadążają jej odprowadzić. Powstaje zjawisko łzawienia oka. Łzy obficie nawilżają powierzchnię gałki ocznej i zwykle spłukują ciało drażniące. Łzy są także wydzielane w czasie płaczu i pojawiają się wtedy w związku z intensywnie przeżywanymi stanami emocjonalnymi (ból, smutek, radość).

## Zaburzenia
W niektórych chorobach występują zaburzenia wydzielania łez. W takich przypadkach stosuje się miejscowo substytuty łez wkraplane do oczu, zawierające hialuronian sodu – naturalny składnik filmu łzowego, które mogą być stosowane przez użytkowników soczewek kontaktowych. Choroby będące wskazaniem do ich stosowania to np.:
- zespole Sjögrena (zespół suchości)
- suche zapalenie rogówki i spojówki
- alergie przebiegające z zapaleniem spojówek i zaburzeniami produkcji cieczy łzowej
- nadwrażliwość na soczewki kontaktowe
- zmęczenie oczu w wyniku działania czynników zewnętrznych takich jak: dym, zanieczyszczenia, ciepło, suche powietrze itp.

Sztuczne łzy mogą powodować przejściowe zaburzenia widzenia (zamglenie).
Wydzielanie łez rozpoczyna się pod koniec 1. miesiąca życia.

Przeczytaj ostrzeżenie dotyczące informacji medycznych i pokrewnych zamieszczonych w Wikipedii.